# Lucie Reed
Lucie Reed (nacida como Lucie Zelenková, Chemnitz, RDA, 17 de julio de 1974) es una deportista checa que compitió en triatlón. Ganó una medalla de plata en el Campeonato Europeo de Ironman de 2011.

## Palmarés internacional
| Campeonato Europeo | Campeonato Europeo   | Campeonato Europeo | Campeonato Europeo |
| Año                | Lugar                | Medalla            | Prueba             |
| ------------------ | -------------------- | ------------------ | ------------------ |
| 2011               | Fráncfort (Alemania) | Medalla de plata   | Individual         |